# 차이르시

차이르 시의 위치

차이르시(마케도니아어: Општина Чаир, 알바니아어: Komuna e Çairit)는 마케도니아 공화국의 수도인 스코페를 구성하는 10개 지방 자치체 가운데 하나로 면적은 3.52km2, 인구는 64,773명(2002년 기준)이다. 남서쪽으로는 첸타르 시, 서쪽으로는 카르포시 시, 북쪽으로는 부텔 시, 동쪽으로는 가지바바 시와 접한다.